# Liste der Bischöfe von Guildford
Die Liste der Bischöfe von Guildford stellt die bischöflichen Titelträger der Church of England, der Diözese von Guildford, in der Province of Canterbury dar.
Der Titel ist nach der Stadt Guildford benannt.
| Liste der Suffraganbischöfe von Guildford | Liste der Suffraganbischöfe von Guildford | Liste der Suffraganbischöfe von Guildford | Liste der Suffraganbischöfe von Guildford                              |
| Von                                       | Bis                                       | Name                                      | Anmerkungen                                                            |
| ----------------------------------------- | ----------------------------------------- | ----------------------------------------- | ---------------------------------------------------------------------- |
| 1874                                      | 1879                                      | John Utterton                             |                                                                        |
| 1879                                      | 1888                                      | nicht besetzt                             | nicht besetzt                                                          |
| 1888                                      | 1909                                      | George Sumner                             |                                                                        |
| 1909                                      | 1927                                      | John Randolph                             |                                                                        |
| Bischöfe von Guildford                    |                                           |                                           |                                                                        |
| 1927                                      | 1934                                      | John Greig                                | vorher Bischof von Gibraltar                                           |
| 1934                                      | 1949                                      | John Macmillan                            | vorher Bischof von Dover                                               |
| 1949                                      | 1956                                      | Henry Montgomery Campbell                 | vorher Bischof von Willesden und Kensington, danach Bischof von London |
| 1956                                      | 1960                                      | Ivor Watkins                              | vorher Bischof von Malmesbury                                          |
| 1961                                      | 1973                                      | George Reindorp                           | danach Bischof von Salisbury                                           |
| 1973                                      | 1982                                      | David Brown                               |                                                                        |
| 1983                                      | 1994                                      | Michael Adie                              |                                                                        |
| 1994                                      | 2004                                      | John Gladwin                              | danach Bischof von Chelmsford                                          |
| 2004                                      | 2013                                      | Christopher Hill                          | vorher Bischof von Stafford                                            |
| 2014                                      | Gegenwart                                 | Andrew Watson                             | vorher Bischof von Aston                                               |